# 1. česká hokejová liga 1996/1997
1. česká hokejová liga 1996/1997 byla 4. ročníkem druhé nejvyšší české hokejové soutěže.

## Fakta
- 4. ročník samostatné druhé nejvyšší české hokejové soutěže
- Prolínací extraligová kvalifikace: Týmy HC Becherovka Karlovy Vary a HK Kaučuk Kralupy nad Vltavou v baráži neuspěly.
- Týmy HC Baník CHZ Sokolov a SK Karviná sestoupily do 2. ligy. Týmy SK Horácká Slavia Třebíč a SK Znojemští Orli postoupily do dalšího ročníku 1. ligy.
- Celek HC Becherovka Karlovy Vary koupil extraligovou licenci od HC Olomouc, a tak se účastní od dalšího ročníku extraligy. Olomouc převzala jeho místo v 1. lize.
- KLH Chomutov koupil prvoligovou licenci od HC Slovan Ústí nad Labem, a tak se od dalšího ročníku účastní 1. ligy.

### Systém soutěže
Všech 14 týmů se nejprve utkalo v základní části čtyřkolově každý s každým. V této sezoně se nehrálo žádné play off. Dva nejlepší celky základní části postoupily do baráže o extraligu, ve které změřily sílu s posledníma dvěma extraligovými celky. Baráž se hrála v sériích na čtyři vítězná utkání mezi 13. celkem extraligy a 2. celkem 1. ligy a 14. celkem extraligy a 1. celkem 1. ligy.
Týmy, které skončily na třinácté a čtrnácté příčce, se účastnily baráže o 1. ligu, která se hrála v sériích na čtyři vítězná utkání proti dvěma nejlepším celkům play off 2. ligy.

## Základní část

### Konečná tabulka
| Vysvětlivka                  |
| ---------------------------- |
| Postup do baráže o extraligu |
| Sezóna pro daný tým skončila |
| Účastník baráž o 1. ligu     |

| Poř. | Tým                           | Z  | V  | R  | P  | VG  | OG  | B  |
| ---- | ----------------------------- | -- | -- | -- | -- | --- | --- | -- |
| 1.   | HC Becherovka Karlovy Vary    | 52 | 29 | 13 | 10 | 186 | 125 | 71 |
| 2.   | HK Kaučuk Kralupy nad Vltavou | 52 | 26 | 14 | 12 | 170 | 120 | 66 |
| 3.   | HC Jitex Písek                | 52 | 26 | 11 | 15 | 185 | 137 | 63 |
| 4.   | HC Kometa Brno                | 52 | 23 | 11 | 18 | 165 | 146 | 57 |
| 5.   | HC Berounští Medvědi          | 52 | 22 | 10 | 20 | 170 | 162 | 54 |
| 6.   | HC Přerov                     | 52 | 20 | 13 | 19 | 142 | 144 | 53 |
| 7.   | HC Rebel Havlíčkův Brod       | 52 | 22 | 8  | 22 | 153 | 141 | 52 |
| 8.   | SHC Vajgar Jindřichův Hradec  | 52 | 22 | 7  | 23 | 142 | 163 | 51 |
| 9.   | HC Stadion Liberec            | 52 | 18 | 14 | 20 | 144 | 155 | 51 |
| 10.  | HC Havířov                    | 52 | 20 | 9  | 23 | 161 | 161 | 49 |
| 11.  | BHS Prostějov                 | 52 | 17 | 12 | 23 | 165 | 176 | 46 |
| 12.  | HC Slovan Ústí nad Labem      | 52 | 19 | 6  | 27 | 147 | 200 | 44 |
| 13.  | SK Karviná                    | 52 | 13 | 11 | 28 | 153 | 180 | 37 |
| 14.  | HC Baník CHZ Sokolov          | 52 | 15 | 5  | 32 | 129 | 202 | 35 |

Týmy HC Becherovka Karlovy Vary a HK Kaučuk Kralupy nad Vltavou postoupily do baráže o extraligu, kde ale neuspěly.

## Baráž o 1. ligu
- SK Karviná - SK Horácká Slavia Třebíč 0:4 (2:3, 1:6, 2:4, 3:4)
- HC Baník CHZ Sokolov - SK Znojemští Orli 0:4 (2:3 SN, 0:1, 1:5, 1:4)

Týmy HC Baník CHZ Sokolov a SK Karviná sestoupily do 2. ligy. Týmy SK Horácká Slavia Třebíč a SK Znojemští Orli postoupily do dalšího ročníku 1. ligy.